# Talara ornata
Talara ornata är en fjärilsart som beskrevs av William Schaus 1905. Talara ornata ingår i släktet Talara och familjen björnspinnare. Inga underarter finns listade i Catalogue of Life.